# Spargania subcuprea
Spargania subcuprea är en fjärilsart som beskrevs av W. Warren 1901. Spargania subcuprea ingår i släktet Spargania och familjen mätare. Inga underarter finns listade i Catalogue of Life.